# Kabinett Holkeri
Das Kabinett Holkeri war das 64. Kabinett in der Geschichte Finnlands. Es wurde am 30. April 1987 vereidigt und amtierte bis zum 26. April 1991.  Beteiligte Parteien waren Sozialdemokraten (SDP), Nationale Sammlungspartei (KOK), Schwedische Volkspartei (RKP) und Landvolkpartei (SMP).

## Minister
| Ressort                                               | Name                 | Partei | Amtszeitbeginn  | Amtszeitende       |
| ----------------------------------------------------- | -------------------- | ------ | --------------- | ------------------ |
| Ministerpräsident                                     | Harri Holkeri        | KOK    | 30. April 1987  | 26. April 1991     |
| Stellvertretender Ministerpräsident                   | Kalevi Sorsa         | SDP    | 30. April 1987  | 31. Januar 1989    |
| Stellvertretender Ministerpräsident                   | Pertti Paasio        | SDP    | 1. Februar 1989 | 26. April 1991     |
| Minister im Büro des Ministerpräsidenten              | Ilkka Kanerva        | KOK    | 30. April 1987  | 28. August 1989    |
| Äußeres                                               | Kalevi Sorsa         | SDP    | 30. April 1987  | 31. Januar 1989    |
| Äußeres                                               | Pertti Paasio        | SDP    | 1. Februar 1989 | 26. April 1991     |
| Minister im Außenministerium                          | Pertti Salolainen    | KOK    | 30. April 1987  | 26. April 1991     |
| Minister im Außenministerium                          | Ilkka Suominen       | KOK    | 30. April 1987  | 26. April 1991     |
| Justiz                                                | Matti Louekoski      | SDP    | 30. April 1987  | 31. Januar 1989    |
| Justiz                                                | Tarja Halonen        | SDP    | 1. Februar 1989 | 26. April 1991     |
| Inneres                                               | Jarmo Rantanen       | SDP    | 30. April 1987  | 26. April 1991     |
| Minister im Innenministerium                          | Erkki Liikanen       | SDP    | 30. April 1987  | 31. Januar 1989    |
| Minister im Innenministerium                          | Matti Puhakka        | SDP    | 1. Februar 1989 | 26. April 1991     |
| Verteidigung                                          | Ole Norrback         | RKP    | 30. April 1987  | 13. Juni 1990      |
| Verteidigung                                          | Elisabeth Rehn       | RKP    | 13. Juni 1990   | 26. April 1991     |
| Finanzen                                              | Erkki Liikanen       | SDP    | 30. April 1987  | 28. Februar 1990   |
| Finanzen                                              | Matti Louekoski      | SDP    | 1. März 1990    | 26. April 1991     |
| Minister im Finanzministerium                         | Ulla Puolanne        | KOK    | 30. April 1987  | 26. April 1991     |
| Minister im Finanzministerium                         | Ilkka Kanerva        | KOK    | 3. Februar 1989 | 26. April 1991     |
| Bildung                                               | Christoffer Taxell   | RKP    | 30. April 1987  | 13. Juni 1990      |
| Bildung                                               | Ole Norrback         | RKP    | 13. Juni 1990   | 26. April 1991     |
| Ministerin im Bildungsministerium                     | Anna-Liisa Kasurinen | SDP    | 30. April 1987  | 26. April 1991     |
| Land- und Forstwirtschaft                             | Toivo Pohjala        | KOK    | 30. April 1987  | 26. April 1991     |
| Minister im Ministerium für Land- und Forstwirtschaft | Ole Norrback         | RKP    | 30. April 1987  | 26. April 1991     |
| Verkehr                                               | Pekka Vennamo        | SMP    | 30. April 1987  | 30. September 1989 |
| Verkehr                                               | Raimo Vistbacka      | SMP    | 1. Oktober 1989 | 28. August 1990    |
| Verkehr                                               | Ilkka Kanerva        | KOK    | 28. August 1990 | 26. April 1991     |
| Ministerin im Verkehrsministerium                     | Anna-Liisa Kasurinen | SDP    | 28. August 1990 | 26. April 1991     |
| Handel und Industrie                                  | Ilkka Suominen       | KOK    | 30. April 1987  | 26. April 1991     |
| Minister im Ministerium für Handel und Insdustrie     | Pertti Salolainen    | KOK    | 30. April 1987  | 26. April 1991     |
| Minister im Ministerium für Handel und Insdustrie     | Pekka Vennamo        | SMP    | 30. April 1987  | 1. September 1989  |
| Soziales und Gesundheit                               | Helena Pesola        | KOK    | 30. April 1987  | 31. Dezember 1989  |
| Soziales und Gesundheit                               | Mauri Miettinen      | KOK    | 1. Januar 1990  | 26. April 1991     |
| Minister im Ministerium für Soziales und Gesundheit   | Tarja Halonen        | SDP    | 30. April 1987  | 28. Februar 1990   |
| Minister im Ministerium für Soziales und Gesundheit   | Matti Puhakka        | SDP    | 30. April 1987  | 31. Mai 1989       |
| Minister im Ministerium für Soziales und Gesundheit   | Tuulikki Hämäläinen  | SDP    | 1. März 1990    | 26. April 1991     |
| Arbeit                                                | Matti Puhakka        | SDP    | 30. April 1987  | 26. April 1991     |
| Umwelt                                                | Kaj Bärlund          | SDP    | 30. April 1987  | 26. April 1991     |